# سرگردان (فیلم ۲۰۱۳)
سرگردان یا جامانده (به انگلیسی: Stranded) فیلمی محصول سال ۲۰۱۳ و به کارگردانی راجر کریستین است. در این فیلم بازیگرانی همچون کریستین اسلیتر، برندان فهر و مایکل تریو ایفای نقش کرده‌اند.